# I'm Stepping Out
Pour les articles homonymes, voir Stepping Out.
Singles de John Lennon
Borrowed Time
(1984) Every Man Has a Woman Who Loves Him
(1984)
Pistes de Milk and Honey
Sleepless Night
I'm Stepping Out est une chanson de John Lennon. Enregistrée en prévision de l'album Double Fantasy, sa sortie est finalement repoussée. Elle paraît finalement en première position sur l'album Milk and Honey en 1984. Elle sort également en single cette même année mais ne parvient pas à se classer haut dans les charts.